# Caisse des Dépôts
Die Caisse des dépôts et consignations (CDC) mit Sitz in Paris, die häufig auch mit ihrer Kurznamensform Caisse des Dépôts genannt wird, ist ein staatliches Finanzinstitut in Frankreich. Die CDC wurde durch ein spezielles Gesetz am 28. April 1816 in der postnapoleonischen Restauration gegründet und untersteht seit ihrer Gründung der direkten Aufsicht und dem Schutz des französischen Parlaments („sous la surveillance et la garantie de l’autorité législative“). Die CDC hält unter anderen 50 Prozent der staatlichen Investitionsbank Bpifrance.

## Funktionen
Heute ist das Unternehmen:
- die führende Verwaltungsgesellschaft für französische Spareinlagen, Pensionsfonds und private Investmentfonds, die in Frankreich gesetzlich geschützt sind,
- Marktführer in der Finanzierung des sozialen Wohnungsbaus in Frankreich sowie im Bereich der Stadtentwicklung und der Verkehrsinfrastrukturen,
- langfristiger Finanzierungspartner für lokale und regionale Behörden,
- Investor in die französische Wirtschaft.

Die CDC verwaltet demnach in erster Linie Renten- und Staatsgelder, die dann im öffentlichen und privaten Bereich investiert werden. Die strategische Grundlage dafür bildet das „Elan 2020“-Programm. Danach werden die Gelder in folgende Bereiche investiert:
- kleine und mittlere Unternehmen (KMU; Förderprogramm mehr als eine Milliarde Euro zur Entwicklung des französischen KMU-Sektors),
- Wohnungsbau (vorwiegend im sozialen Wohnungsbau sollen 90.000 Wohnungen pro Jahr entstehen),
- Universitäten (Modernisierung französischer Universitäten) und
- nachhaltige Entwicklung (erneuerbare Energien, Schutz der Biodiversität, sozial verantwortliche Investitionen)

Die Caisse des Dépôts finanziert sich hauptsächlich durch das Livret A (Sparbuch A), eine liquide Anlage mit geringem, aber steuerfreiem Zins (2023: 3 %). Jeder kann ein Livret A eröffnen, der Maximalbetrag beträgt ca. 23.000 € (2023). Die Zuflüsse insgesamt betragen ca. 40 Mrd. € pro Jahr, damit finanziert die Caisse 400 Mrd. € Investitionen. Fast 100 Mrd. € werden in Sozialwohnungen investiert, der Rest in öffentliche Projekte wie Verkehr, Infrastruktur u. ä. Seit 2017 wird die Caisse von Eric Lombard geleitet, der erste Leiter, der aus der Privatwirtschaft (BNP Paribas) und nicht aus dem öffentlichen Dienst kommt. Er will neue Investitionsfelder erschließen, z. B. den ökologischen Umbau inklusive Ausbau der Atomkraft, eventuell auch in die Verteidigung Frankreichs. 2023 hat die Caisse zusammen mit anderen Investoren die Orpea-Gruppe, ein Unternehmen im Bereich der Pflege und Rehabilitation, übernommen. Orpea musste Konkurs anmelden, es wurden 90.000 Arbeitsplätze gerettet und 280.000 Bewohner bzw. Patienten konnten in ihren Heimen bleiben.

## Beteiligungen
Die CDC hält 50 Prozent an Bpifrance (Banque Publique d'investissement); diese umfasst die ehemals separat auftretenden Einheiten CDC Entreprises, Fonds stratégique d’investissement (FSI), FSI Régions und Oséo. 
CDC hält daneben Anteile an „strategischen Beteiligungen“, darunter 40 Prozent am Lebensversicherer CNP Assurances, an den Immobiliengesellschaften Icade 39 Prozent und SNI 100 Prozent. Das Infrastrukturunternehmen Egis ist vollständig im Besitz der CDC. Außerdem hält die CDC 42 Prozent Anteile am Tourismusunternehmen Compagnie des Alpes und an Belambra Clubs 40 Prozent. Weitere Beteiligungen hält CDC am Verkehrsunternehmen Transdev (70 Prozent) und am Umweltdienstleister Veolia Environnement (5,2 Prozent) (Stand April 2011).

## Geschichte

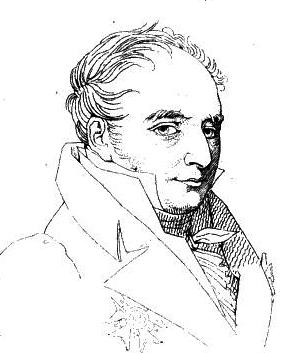
Louis-Emmanuel Corvetto, Finanzminister unter Ludwig XVIII. und Initiator der Caisse des dépôts

Das Unternehmen wurde durch das Gesetz vom 28. April 1816 gegründet. Diese Gründung erfolgte auf Vorschlag von Louis-Emmanuel Corvetto (1756–1821) dem damaligen französischen Finanzminister im Kabinett von Armand-Emmanuel du Plessis de Richelieu an König Ludwig XVIII. Der Vorschlag erfolgte als Reaktion auf eine sehr hohe Staatsverschuldung, die sich durch Napoleons Herrschaft der Hundert Tage noch verschärft hatte. So war man 1814 gezwungen, sich Geld für 8 Prozent Zinsen zu leihen. Da die Banque de France, deren erster Aktionär Napoleon Bonaparte gewesen war, in den Erinnerungen der Menschen immer noch eng mit diesem verbunden war, entschied sich Ludwig XVIII. für die Schaffung dieser neuen Finanzinstitution, mit der die Geldeinlagen und Hinterlegungen bei den Notaren genutzt wurden, um Staatspapiere aufzukaufen, also Schulden aufzunehmen. Das Gesetz von 1816 stellte den Fonds in „ganz besonderen Weise unter der Aufsicht und Garantie der Legislative“. Diese Formulierung findet sich noch heute in § 518-2 des französischen Währungs- und Finanzgesetzes. Corvetto sagte damals, vor der Abgeordnetenkammer: „Wir haben den ersten Stein zu einem Gebäude gelegt, dessen Nutzen mit den Zeiten wachsen wird.“
Im Jahr 1818 empfahl der Fabrikant, Naturwissenschaftler und Bankier Benjamin Delessert (1773–1847) Finanzminister Corvetto, die Finanzierung der Caisse des Dépôts (und damit der Staatsschuld) zu verbessern durch Schaffung von Sparkassen und Sparbüchern zur Gewinnung der Spareinlagen der aufstrebenden Mittelklasse. Die erste Sparkasse öffnet in Paris im Mai 1818 und gleichzeitig wurde das Livret A, das französische Sparbuch, eingeführt. Durch Gesetz vom 31. März 1837 wurden die von den Sparkassen auf den Sparbüchern gesammelten Gelder der Kontrolle der Caisse des Dépôts unterstellt.
Als im Jahr 1822 der Staat seinen Haushalt wieder ausgleichen konnte, begann der Finanzminister Jean-Baptiste de Villèle (1773–1854), der bald zum Premierminister ernannt wurde, mit Mitteln der Caisse des Dépôts die industrielle Entwicklung Frankreichs zu finanzieren. Am Beginn stand ein erstes Darlehen für die Sanierung des Hafens von Dünkirchen. Der Fonds übernahm 1823 auch Anteile an der Aktiengesellschaft Compagnie des quatre canaux (deutsch Gesellschaft der vier Kanäle). Das Unternehmen wurde gegründet, um an der Verwirklichung eines ehrgeizigen Plans mitzuwirken, Frankreich mit einem Kanalsystem zu überziehen, den Louis Becquey, der Direktor des Corps des ingénieurs des ponts et chaussées, ausgearbeitet hatte und 1820 dem König vorschlug.
Dieser Funktion kommt das Unternehmen bis auf den heutigen Tag nach. So finanziert sie etwa 2012 die Errichtung des Geothermieheizkraftwerk Rittershoffen im Elsass.